# Monasterio de Néa Moní
El monasterio de Néa Moní (en griego Νέα Μονή, lit. «Monasterio nuevo») es un monasterio ortodoxo del siglo XI en la isla de Quíos que ha sido reconocido por la Unesco como un lugar Patrimonio de la Humanidad en 1990. Se encuentra en el monte Provateio Oros, en el interior de la isla, alrededor de 15 kilómetros a la ciudad de Quíos. Es muy conocido por sus mosaicos, que, junto con los de Dafni y Osios Loukás, se encuentran entre los mejores ejemplos de arte del «Renacimiento macedonio» en Grecia.

## Historia
El monasterio se construyó a mediados del siglo XI, por el emperador bizantino Constantino IX Monómaco y su esposa, la emperatriz Zoe. Según la tradición, se construyó en el lugar donde tres monjes, Nikitas, Ioannes e Iosif, encontraron milagrosamente un icono de la Virgen María, colgando de una rama de mirto. En aquella época, Constantino estaba exiliado en la cercana Lesbos, y los monjes lo visitaron y le hablaron de una visión según la cual con el tiempo se convertiría en emperador. Constantino le prometió construir una iglesia si esto ocurriera. De hecho, en 1042, Constantino se convirtió en emperador, y como signo de gratitud comenzó a construir el monasterio, dedicándolo a la Teotokos. La iglesia principal (el katholikon) se inauguró en 1049, y el complejo se terminó en 1055, tras la muerte de Constantino.
El monasterio fue pronto objeto de privilegios: en una crisobula de julio de 1049, Constantino Monómaco le concedió el principal impuesto sobre todos los judíos de la isla de Quíos, y apartó al monasterio de cualquier jerarquía superior eclesiástica o secular. Como resultado de las concesiones de tierras, exenciones fiscales y otros privilegios concedidos por emperadores sucesivos, el monasterio prosperó durante el período bizantino. A lo largo de los siglos, el monasterio amasó sustanciales riquezas y se convirtió en uno de los más ricos del Egeo. En su momento cumbre, alrededor del año 1300, sus fincas cubrían un tercio de Quíos y se estima que alrededor de 800 monjes pertenecían a él. La posterior dominación genovesa redujo su riqueza, pero el monasterio prosperó de nuevo durante la época otomana, cuando estaba directamente sujeta al Patriarca de Constantinopla, y disfrutó de una autonomía considerable. El escritor de principios del siglo XVII Samuel Purchas narra que tenía 200 monjes, y que «sólo ellos en toda Grecia tienen derecho a usar campanas». Durante el siglo XVII el número de monjes siguió disminuyendo, pero se recuperó en la centuria siguiente. El Patriarca de Jerusalén, Crisantos Notaras, y el sacerdote francés Fourmont, que visitaron el monasterio en 1725 y 1729 respectivamente, comentaron el gran número de monjes, la cantidad de reliquias conservadas y la belleza de la iglesia y su decoración.
El declive del monasterio sólo comenzó tras la destrucción de Quíos por los otomanos en 1822, durante la Guerra de independencia de Grecia. El monasterio fue saqueado y se llevaron botín y nunca recuperó su anterior gloria. En 1881, un terremoto añadió más daño a la iglesia principal, llevando a la caída de su cúpula, mientras que otros edificios diversos, como el campanario de 1512, quedaron destruidos. En 1952, debido a la escasez de monjes, Néa Moní fue convertido en un convento. Según el censo de 2001, está habitado por solo tres monjas.

## Estructuras y arquitectura

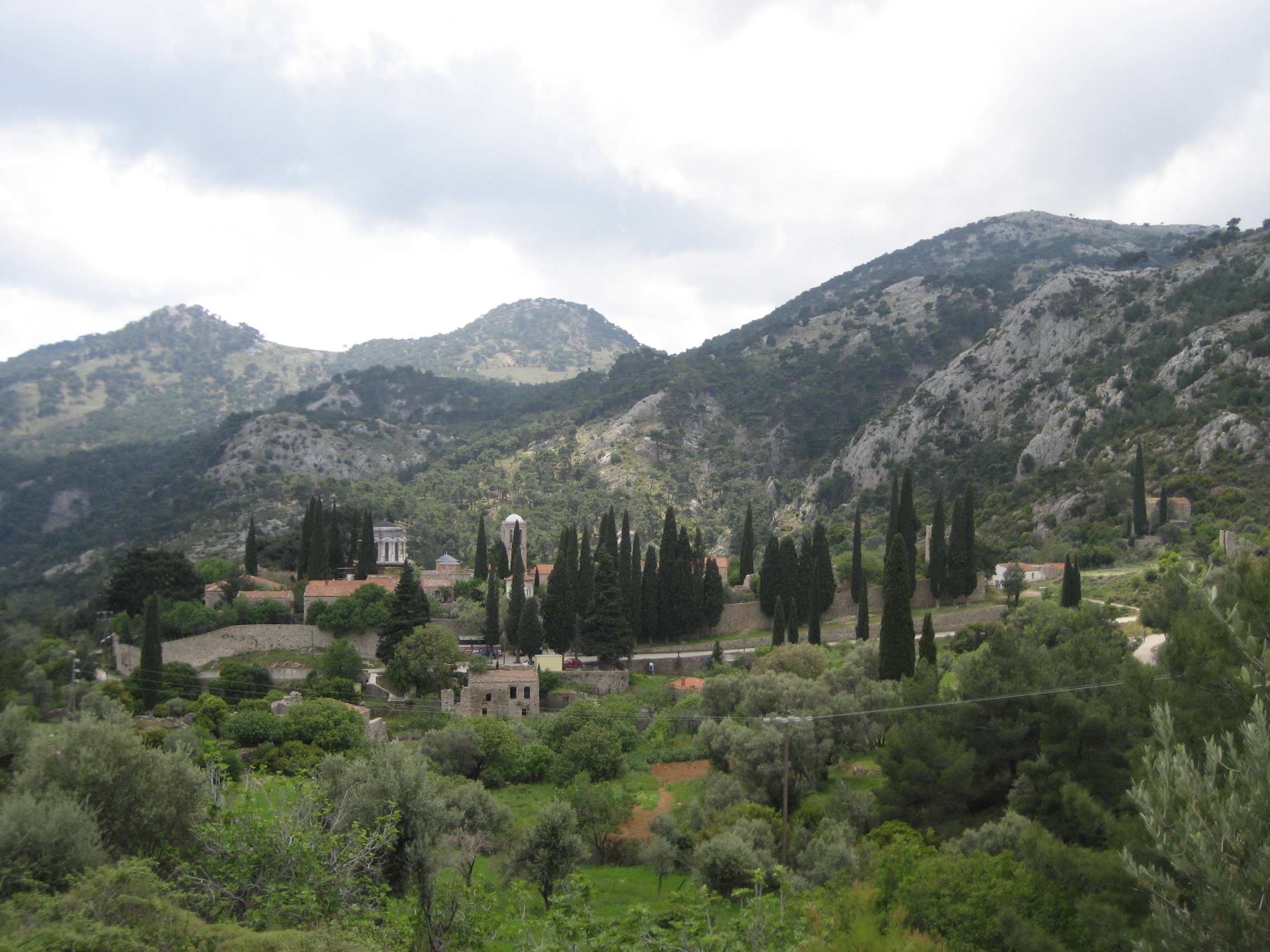
Néa Moní está formado por el katholikon, dos iglesias menores, el refectorio, las celdas de los monjes y la sala de recepción.

El complejo monacal cubre una superficie de alrededor de 17.000 m² y está formado un el katholikon, dos iglesias menores (dedicadas respectivamente a la Santa Cruz y a San Panteleimon), el refectorio (trapeza), las celdas de los monjes (kelia), la sala de recepción o triklinon y una cisterna subterránea de agua (kinsterna). El complejo está rodeado por un muro (el muro bizantino original quedó destruido en 1822), y en la esquina noreste se alza una torre defensiva, en tiempos antiguos usada como biblioteca. Además, fuera de los muros, cerca del cementerio de monjes, hay una pequeña capilla dedicada a San Lucas.
El katholikon es la estructura central del monasterio, dedicada a la Dormición de la Virgen María. Está compuesto por la iglesia principal, el esonártex y el exonártex. La iglesia principal tiene forma octogonal, del tipo llamado «insular» que puede verse en Quíos y Chipre. Aunque todas las tres secciones datan del siglo XI, la iglesia principal sufrió un daño significativo en 1822 y 1881, con el resultado de que su forma actual, reconstruida, es diferente del original. El campanario fue construido en 1900, reemplazando uno antiguo construido en 1512. En origen, los restos de los tres fundadores se mantienen en el exonártex, pero la mayoría de estos quedaron destruidos durante el saqueo de 1822.
Junto con el katholikon, los únicos restos de edificios del siglo XI que quedan son la torre parcialmente derruida, la capilla de San Lucas, la cisterna y partes del refectorio o trapeza. Las celdas, la mayor parte de ellas en ruinas, datan de los períodos veneciano y genovés. Existe un pequeño museo, abierto en 1992 al noroeste del katholikon, dentro de una celda renovada. Los objetos que muestra son en su mayor parte del siglo XIX.